# Мой друг (лучше всех играет блюз)
«Мой друг (лу́чше всех игра́ет блюз)» — песня российской рок-группы «Машина времени», сочинённая Евгением Маргулисом на стихи Андрея Макаревича. Записана и выпущена на студийном альбоме «Внештатный командиръ Зѣмли. Блюзы Эль-Мокамбо» в 1993 году. Позже перезаписана Маргулисом с участием сессионных музыкантов и издана в сольном альбоме «Евгений Маргулис». Входила в концертный репертуар «Машины времени» с момента создания и до ухода Маргулиса из группы в 2012 году. Исполняется последним на концертах до настоящего времени. Критикой отнесена к числу лучших композиций «Машины времени», в которой отражены основные мотивы западной рок-культуры и базовые компоненты русского рока.

## Создание
Песня была написана во время дружеского времяпрепровождения на даче Андрея Макаревича в посёлке Валентиновка в 1992 году. По воспоминаниям автора музыки Евгения Маргулиса, после «хорошего выпивона» он заснул на кухне под песни Тома Уэйтса, воспроизводившиеся на «почему-то единственной» имевшейся магнитофонной кассете. Проснувшись рано утром, Маргулис взял гитару, и его первым аккордом «оказался именно этот до-диез», под который исполняются строфы, а также вторая и четвёртая строки рефрена песни «Мой друг (лучше всех играет блюз)». Второй аккорд «напросился сразу, это был ля семь», под который исполняются первая и третья строки рефрена, «и сразу получился мотивчик» будущей песни, который Маргулис показал Макаревичу.
Как утверждали оба участника событий, слова к песне были написаны Макаревичем в то же время и на той же кухне. С текстом, вспоминал его автор, «там сразу всё было ясно». В последних строках третьей строфы «Обречённо / летит душа / От саксофона — / до ножа» Макаревич частично процитировал фразу «От саксофона до ножа — один шаг», приписываемую советскому партийному и государственному деятелю Андрею Жданову, который употребил её в связи с провозглашением в стране идеологической «борьбы» с распространением джаза.
Сам Маргулис, называя себя «апологетом блюза» в период пребывания в «Машине времени», считал «Мой друг (лучше всех играет блюз)» удачной песней, «своей Yesterday». Схожую оценку композиции дал Александр Кутиков, назвав её одной из главных творческих удач Маргулиса. Пётр Подгородецкий заявлял, что гордится клавишным риффом в песне, утверждая, что многие музыканты позже «ломали голову», пытаясь его воспроизвести.

## Запись и продвижение
Осенью 1992 года в «Петростудио» в Москве «Машина времени» приступила к записи альбома «Внештатный командиръ Зѣмли. Блюзы Эль-Мокамбо», в трек-лист которого была включена и песня «Мой друг (лучше всех играет блюз)», а в 1993 году состоялся его релиз. Альбом являлся псевдоконцептуальным, поскольку для его продвижения была придумана легенда о мозамбикском музыканте Эль-Мокамбо, обработки песен которого участники группы якобы записали в альбоме. На оборотной стороне конверта пластинки размещён текст с выдуманной биографией Эль-Мокамбо, его «фотографией», за которую была выдана иллюстрация из дореволюционной энциклопедии, и кратким описанием произведённой музыкантами «работы над музыкальным наследием» Эль-Мокамбо. Эта же «фотография» в качестве декоративного элемента была размещена в центре сцены Агентства печати «Новости» в Москве, где 19 октября 1993 года прошла презентация нового альбома. Музыканты представили акустическую программу, что, по мнению Александра Кутикова, соответствовало общемировым музыкальным тенденциям того периода, когда «MTV ввело моду на акустику, свои „анплаггеды“ (англ. unplugged букв. „без подключения“; альбомы акустической музыки) записали и Маккартни, и Клэптон». В сет-лист московского концерта-презентации была включена и песня «Мой друг (лучше всех играет блюз)».
Продвижению песни способствовал видеоклип, снятый режиссёром Александром Файфманом. Съёмки производились в клубе «Бункер» на Трифоновской улице в Москве, куда, со слов Петра Подгородецкого, «нагнали массовку, какой-то народ». По сюжету видеоклипа, музыканты исполняют песню в небольшом помещении, во время проигрыша герой Макаревича, дремавший до этого, играет соло на гитаре.
В съёмках принимали участие московский поэт-хиппи Алексей Бекетов, его коллега по творческому объединению конца 1980-х «Внуки Арбата» — музыкант Евгений Латышев, их друзья и знакомые. По воспоминаниям Бекетова, накануне дня съёмок все они праздновали день рождения Латышева. Когда на утро Бекетову позвонил Андрей Макаревич, пригласив их принять участие в клипе «Мой друг (лучше всех играет блюз)» в качестве актёров, поэт в первую очередь поинтересовался, будет ли гостям предложено пиво. Получив утвердительный ответ, вся компания направилась в «Бункер». Роли приглашённых, со слов Бекетова, заключались в том, чтобы сидеть на полу у сцены в течение шести дублей и пить баночное пиво. По завершении съёмочного процесса Бекетов и Латышев, решив «немножко стебануть» над Макаревичем, иронизировали над текстами отдельных песен «Машины времени», задавая их автору вопросы, может ли «вянуть листопад» (цитата из песни «Кого ты хотел удивить?»), бывает ли «средней силы ураган» («Песня о капитане»), как «вкапывают пруд» («Наш дом»).
Видеоклип активно ротировался в эфире музыкальных телеканалов в первой половине 1990-х годов. По итогам сезона весна—лето 1995 года в читательском хит-параде «МузОбоза» газеты «Музыкальная правда» клип на песню «Мой друг (лучше всех играет блюз)» занял десятую позицию в номинации «Клип сезона».
Несмотря на то, что сами участники «Машины времени», по свидетельству Кутикова, сразу «почувствовали» в песне «хитовый потенциал», тем не менее публика на концертах приняла её не сразу. И только «лет через восемь, при постоянном исполнении на концертах», словами Кутикова, композиция «достучалась до слушателя». В концертном репертуаре группы песня оставалась вплоть до ухода Евгения Маргулиса из неё в 2012 году. В 2017 году на съёмках телепередачи «Квартирник НТВ у Маргулиса» последний снова исполнил «Мой друг (лучше всех играет блюз)» под аккомпанемент музыкантов «Машины времени». Песня была перезаписана Маргулисом с участием сессионных музыкантов и издана в сольном альбоме «Евгений Маргулис» в 2001 году с незначительным изменением в тексте: строки «Кто не выжил, / Тот и сдох» были заменены на «Кто-то выжил, / Кто-то сдох».

## Участники записи
| - Андрей Макаревич — гитара, - Александр Кутиков — бас-гитара, - Евгений Маргулис — вокал, гитара, | - Пётр Подгородецкий — клавишные, - Валерий Ефремов — ударные. |  |

## Признание
Журналисты и критики относили песню «Мой друг (лучше всех играет блюз)» к числу лучших произведений «Машины времени». Так, «Комсомольская правда» включила её в число песен-легенд. Борис Барабанов («Коммерсантъ») оценил песню как «абсолютную классику». В отзыве на концерт в честь пятидесятилетия «Машины времени» он отметил, что несмотря на исчезновение композиции из репертуара группы после ухода Маргулиса, против её исполнения на этом концерте присутствовавшие вряд ли бы стали возражать. Обозреватель «Музыкальной правды» Вячеслав Назаров замечал, что «хитрый прищур» Маргулиса всегда казался «слегка опасным». Но после песни «про обречённую душу, летящую от саксофона до ножа», «слегка» было вычеркнуто в пользу «весьма». Т. и А. Снигирёвы приводили «Мой друг» в пример композиции, демонстрирующей обращённость поэтического сознания Макаревича «к людям», отмечая присущую для его творчества в целом «интенцию честности и прямоты в отношениях человека и человека, человека и власти, человека и общества».
Песня пародировалась командой КВН Харьковского авиационного института в финале Высшей лиги сезона 1995 года. В этом выступлении, впервые в истории игры, принял участие приглашённый гость, а именно — Евгений Маргулис, который исполнил часть подготовленного командой пародийного текста «Моего друга». В 2015 году (также с участием Евгения в качестве гостя) кавер-версия песни была представлена в одном из выпусков второго сезона шоу перевоплощений «Точь-в-точь» — её в образе самого Маргулиса исполнил Стас Костюшкин.
В 2004 году для новогоднего шоу «НТВ» «Первая ночь с Олегом Меньшиковым» песню «Мой друг (лучше всех играет блюз)», совместно с «Машиной времени», исполнила группа «Уматурман», дополнив оригинальный текст отдельным стихотворным речитативом. Оригинальную версию песни исследователь Д. Иванов отнёс к числу культовых композиций, получивших статус «прецедентных» текстов. Вследствие трансформации (дополнения) первоначального текста песни речитативом, утверждал Иванов, не произошло ризоматизации (деструктуризации) рок-текста. Причины этого исследователь видел в том, что дополнительный стихотворный компонент оказался «органически вписан» и концептуально обусловлен как структурно-семантическими особенностями оригинального текста, так и когнитивно-прагматическими особенностями его восприятия. Так, в контексте этого дополнительного компонента «активизируются» интертекстуальные, имиджево-мифологические «коды», «вписанные» в оригинальный текст и представляющие собой имена культовых западных рок-музыкантов (Би Би Кинг, Мадди Уотерс, Рэй Чарльз). С этими именами, отмечал Иванов, «в определённой степени отождествляются советские рок-звёзды». Кроме этого, ризоматизации оригинального рок-текста препятствует также единство мифологизированных концептуальных мотивов западной рок-культуры (одновременно являющихся базовым компонентом русского рока) и в оригинальной версии «Моего друга», и в версии «Уматурман». Такими мотивами, по Иванову, являются: употребление спиртного, асоциальное поведение, одиночество, «создание» особой реальности и проч. Все прочие — нетекстовые — трансформации, завершал исследователь (изменение ритмического рисунка песни на дополнительном стихотворном компоненте, введение второго исполнителя — В. Кристовского и связанные с этим имиджевые изменения), носят частный характер и также не приводят к деструктуризации оригинального рок-текста.
Для трибьют-альбома «Машинопись» Александр Градский записал песню-посвящение «Машине времени», состоящую из кавер-версий двух композиций группы — «Снег» и «Мой друг (лучше всех играет блюз)». Эта версия была охарактеризована критикой как попурри из «симфонической версии» первой песни и «синтетической аранжировки» второй. Lenta.ru отнесла версию Градского к числу «противоречивых» каверов, «которые сходу и не знаешь, как аттестовать», отметив в его исполнении мотив «Calling Elvis» группы Dire Straits. На съёмках телепередачи «Новогодняя ночь на Первом — 2014» песню «Мой друг», вместе с Градским, исполнили другие наставники первых сезонов шоу «Голос».
Кавер-версии «Мой друг (лучше всех играет блюз)» в разное время исполняли также «Дрозды», Слава КПСС, Feliz. Кроме самого Маргулиса, исполняющего «Мой друг» на собственных сольных концертах до настоящего времени, песня остаётся в концертном репертуаре и другого бывшего участника «Машины времени» — Петра Подгородецкого.